# Rollin' (Air Raid Vehicle)
"Rollin' (Air Raid Vehicle)" é uma canção escrita e gravada pela banda Limp Bizkit.
É o segundo single do terceiro álbum de estúdio lançado em 2000, Chocolate Starfish and the Hot Dog Flavored Water.
É o único single da banda a atingir o número 1 no Reino Unido, durante três semanas.

## Videoclipe
O videoclipe desta música foi gravado no topo do World Trade Center em Nova Iorque em 6 de setembro de 2000 e foi premiado na categoria "Best Rock Video" nos MTV Video Music Awards de 2001.

## Paradas
| Ano  | Parada                     | Posição |
| ---- | -------------------------- | ------- |
| 2000 | Hot Mainstream Rock Tracks | 10      |
| 2000 | Alternative Songs          | 4       |
| 2000 | Rhythmic Top 40            | 38      |
| 2000 | Billboard Hot 100          | 65      |